# Saison 3 de House of Cards
Chronologie
Saison 2 Saison 4
Cet article présente le guide de la troisième saison de la série télévisée américaine House of Cards.

## Distribution

### Acteurs principaux
- Kevin Spacey (VF : Gabriel Le Doze) : Frank Underwood
- Robin Wright (VF : Juliette Degenne) : Claire Underwood
- Michael Kelly (VF : Fabien Jacquelin) : Doug Stamper

### Acteurs récurrents
- Molly Parker : Jacqueline Sharp
- Jayne Atkinson (VF : Josiane Pinson) : la secrétaire d'état Catherine Durant
- Elizabeth Marvel : Heather Dunbar
- Mahershala Ali : Remy Danton
- Derek Cecil (en) : Seth Grayson
- Nathan Darrow (en) : Edward Meechum
- Jimmi Simpson : Gavin Orsay
- Kim Dickens : Kate Baldwin
- Paul Sparks : Thomas Yates

### Invités
- Rachel Brosnahan : Rachel Posner
- Reg E. Cathey : Frederick « Freddy » Hayes
- Alexander Sokovikov : Alexi Moryakov
- Lars Mikkelsen (VF : Lionel Tua) : Viktor Petrov
- Benito Martinez : Hector Mendoza
- Mozhan Marnò : Ayla Sayyad
- Kate Lyn Sheil : Lisa Williams
- Christian Camargo : Michael Corrigan
- Larry Pine : Bob Birch
- Reed Birney : Donald Blythe
- Stephen Colbert : Stephen Colbert
- John Doman : évêque Charles Eddis

## Résumé de la saison
Frank Underwood, maintenant président sans avoir été élu, essaye de garder le pouvoir, malgré l'opposition des leaders démocrates.
La relation avec sa femme se refroidit de plus en plus, et Doug, quant à lui, cherche à reprendre sa place au côté d'Underwood.

## Épisodes

### Épisode 1:Nouveau Jeu
- États-Unis /  Canada : 27 février 2015 sur Netflix
- Belgique : 5 mars 2015 sur Be 1 (en crypté) - 11 juillet 2016 sur La Deux (en clair)
- France : 12 mars 2015 sur Canal+

- Stephen Colbert : Stephen Colbert

### Épisode 2:Chute libre
- États-Unis /  Canada : 27 février 2015 sur Netflix
- Belgique : 5 mars 2015 sur Be 1 (en crypté) - 11 juillet 2016 sur La Deux (en clair)
- France : 12 mars 2015 sur Canal+

### Épisode 3:Diplomatie de l'Est
- États-Unis /  Canada : 27 février 2015 sur Netflix
- Belgique : 5 mars 2015 sur Be 1 (en crypté) - 12 juillet 2016 sur La Deux (en clair)
- France : 12 mars 2015 sur Canal+

- Peter Cincotti, auteur-compositeur-interprète de jazz : lui-même
- Pussy Riot (voir ci-dessous)

- Les Pussy Riot apparaissent dans leur propre rôle dans cet épisode, pour laquelle elles enregistrent une chanson originale Don't Cry Genocide. La chanson est diffusée durant le générique de fin[1].
- Vers la trentième minute, au moment de la fête, Petrov se met à chanter Korobeiniki.

### Épisode 4:Dommages collatéraux
- États-Unis /  Canada : 27 février 2015 sur Netflix
- Belgique : 12 mars 2015 sur Be 1 (en crypté) - 12 juillet 2016 sur La Deux (en clair)
- France : 19 mars 2015 sur Canal+

Une frappe de drone, ordonnée par l'ancien président Walker, a tué le terroriste Zuri Aziz mais aussi plusieurs membres de la famille d'un civil en Afghanistan. Pour éviter que l’exécutif soit fragilisé et remis en question, le président Francis Underwood doit se défendre devant la Cour Suprême. Pendant ce temps, Claire tente de contourner le conseil de sécurité de l’ONU afin de mener à bien un traité de paix dans la vallée du Jourdain, rendu impossible par l’opposition de la Russie.

### Épisode 5:Promesses
- États-Unis /  Canada : 27 février 2015 sur Netflix
- Belgique : 12 mars 2015 sur Be 1 (en crypté) - 13 juillet 2016 sur La Deux (en clair)
- France : 19 mars 2015 sur Canal+

### Épisode 6:Concessions
- États-Unis /  Canada : 27 février 2015 sur Netflix
- Belgique : 19 mars 2015 sur Be 1 (en crypté) - 13 juillet 2016 sur La Deux (en clair)
- France : 26 mars 2015 sur Canal+

La situation au Proche-Orient s’aggravant, Francis signe un décret présidentiel pour envoyer des troupes soutenir la mission de maintien de la paix de l’ONU, rassurer Israël et obliger les Russes à revenir à la table des négociations. Opération réussie puisque Petrov invite Francis et Claire à Moscou. Francis profite de cette occasion pour court-circuiter la campagne de Dunbar en réclamant la libération de Michael Corrigan, un militant pour les droits des homosexuels arrêté par la police russe. Claire essaie de convaincre Michael de lire devant les médias un discours sur lequel les deux présidents sont tombés d'accord ; ceci étant la seule manière à sa libération, mais Michael refuse de trahir ses convictions, et se suicide à l'aide de l'écharpe de la Première-Dame.

### Épisode 7:Troubles du passé
- États-Unis /  Canada : 27 février 2015 sur Netflix
- Belgique : 19 mars 2015 sur Be 1 (en crypté) - 14 juillet 2016 sur La Deux (en clair)
- France : 26 mars 2015 sur Canal+

### Épisode 8:L'Ouragan Underwood
- États-Unis /  Canada : 27 février 2015 sur Netflix
- Belgique : 26 mars 2015 sur Be 1 (en crypté) - 14 juillet 2016 sur La Deux (en clair)
- France : 2 avril 2015 sur Canal+

### Épisode 9:Condoléances
- États-Unis /  Canada : 27 février 2015 sur Netflix
- Belgique : 26 mars 2015 sur Be 1 (en crypté) - 15 juillet 2016 sur La Deux (en clair)
- France : 2 avril 2015 sur Canal+

### Épisode 10:Vallée du Jourdain
- États-Unis /  Canada : 27 février 2015 sur Netflix
- Belgique : 2 avril 2015 sur Be 1 (en crypté) - 15 juillet 2016 sur La Deux (en clair)
- France : 9 avril 2015 sur Canal+

Après l’intervention ratée d’un commando américain dans la vallée du Jourdain, toutes les discussions et les débats se concentrent sur le programme de paix initié par Claire et validé par Francis. Le sujet, souvent remis en question, devient capital et Francis ne peut pas le contourner s’il veut être réélu. En tant qu’ambassadrice à l’ONU, Claire tente d’apaiser les tensions entre Israël et la Palestine. Mais les résultats sont minces… Lorsque Petrov brave l’exclusion de vol décrétée par Israël sur son territoire, le conflit s’intensifie. Malgré les conseils de Claire, Francis embarque pour la vallée du Jourdain où il compte négocier avec Petrov.

### Épisode 11:La Famille avant tout
- États-Unis /  Canada : 27 février 2015 sur Netflix
- Belgique : 2 avril 2015 sur Be 1 (en crypté) - 18 juillet 2016 sur La Deux (en clair)
- France : 9 avril 2015 sur Canal+

### Épisode 12:Principes moraux
- États-Unis /  Canada : 27 février 2015 sur Netflix
- Belgique : 9 avril 2015 sur Be 1 (en crypté) - 18 juillet 2016 sur La Deux (en clair)
- France : 16 avril 2015 sur Canal+

### Épisode 13:Nouvelle Vie
- États-Unis /  Canada : 27 février 2015 sur Netflix
- Belgique : 9 avril 2015 sur Be 1 (en crypté) - 19 juillet 2016 sur La Deux (en clair)
- France : 16 avril 2015 sur Canal+

De nouveau dans l’entourage de Francis, Doug peut retrouver Gavin et ainsi connaître la localisation de Rachel. Toujours vivante, elle essaie de se construire une nouvelle vie sous le nom de Cassie. Mais Doug est décidé à la retrouver et à la faire payer… Pendant ce temps, les dissensions entre Claire et Francis s’intensifient. Alors que Francis a besoin d’elle pour remporter l'élection, Claire prend de plus en plus ses distances. 
Doug retrouve Rachel et la kidnappe. Ligotée dans un van, Rachel est emmenée dans le désert. Doug a l'intention de la tuer, mais elle le supplie de l'épargner. Alors qu'il semble avoir changé d'avis et la laisse partir, Doug fait demi-tour, assassine Rachel et l'enterre.